# Fedák Mihály
Fedák Mihály György (Jászó, 1749. május 25. – Gyulafehérvár, 1804. június 7.) ezredes, a Katonai Mária Terézia-rend vitéze, Gyulafehérvár parancsnoka. A francia háborúk idején hősien harcolt.

## Élete
Fedák Mihály, jászói uradalmi molnár (molitor dominalis), és Molnár Veronika (1726-1778) gyermeke. Fedák alezredes, aki már 1789. szeptember 10-én Belgrád ostrománál kitűnt, önkéntesen jelentkezett franciák ellen harcolni Károly főhercegnél, az Erdődy-huszárezrednél, hogy a Masséna előhadát Tarvisból kiüzze.
Fedáknak nagy nehezen sikerült Károly főherceget kiszabadítani, mivel a franciák őt körülfogták. Azután, noha lovát lelőtték, sok sebtől vérzett és már csak 6 huszár élt az ő emberei közül, a főherceget mindaddig földte, amíg ez elmenekült. Maga Fedák pedig ájultan a franciák fogságába esett. A hadi fogságból kicserélés utján szabadult ki és visszatértekor Károly főherceg sajátkezű oklevélben mondott neki hálát vitézségéért. Egyúttal Fedák a Katonai Mária Terézia-rendet kapta, de sebei következtében hazatérni volt kénytelen. Később Gyulafehérvár parancsnoka lett.